# Olympische Sommerspiele 1972/Teilnehmer (Suriname)
| Gelbes Symbol für Goldmedaillen mit stilisierten Olympischen Ringen | Graues Symbol für Silbermedaillen mit stilisierten Olympischen Ringen | Braundes Symbol für Bronzemedaillen mit stilisierten Olympischen Ringen |
| ------------------------------------------------------------------- | --------------------------------------------------------------------- | ----------------------------------------------------------------------- |
| —                                                                   | —                                                                     | —                                                                       |

Suriname nahm bei den Olympischen Sommerspielen 1972 in München zum dritten Mal an Olympischen Spielen teil. Das Land entsandte zwei Sportler (allesamt Männer).

## Teilnehmer nach Sportarten

### Judo
- Iwan Blijd
Leichtgewicht: 19. Platz

### Leichtathletik
- Sammy Monsels
100 Meter: Viertelfinale
200 Meter: Viertelfinale DNF